# Jackie paa Eventyr
Jackie paa Eventyr er en amerikansk stumfilm fra 1921 instrueret af Sam Wood.

## Medvirkende
- Jackie Coogan som Henry Peck
- Wheeler Oakman som Dr. Jack Martin
- Doris May som Letty Peck
- Raymond Hatton
- James Corrigan som George W. Peck
- Lillian Leighton
- Charles Hatton som Buddy
- K. T. Stevens